# 진주 허추 부부 묘 석물
진주 허추 부부 묘 석물(진주 허추 부부 묘 석물)은 대한민국 경상남도 진주시 지수면 승산리에 있는 조선시대의 묘 석물이다. 2018년 4월 12일 경상남도의 유형문화재 제623호로 지정되었다.

## 개요
勝山文中의 入鄕祖이자 조선시대 西班 종9품인 展力副尉를 지낸 허문손의 아들인 허추는 將仕郎 箕子殿 參奉을 지냈으며, 부인인 진주강씨는 함안군수를 지낸 姜叔卿(1428~1481)의 이녀 강ㅇㅇ이다. 족보 속 문헌에 의하면 허추 묘비는 春秋館 修撰官을 지낸 趙舜(1467~1529)이 찬하였고, 嘉靖 元年(1522) 2월에 세웠으며, 진양강씨묘비는 經筵參贊官 春秋館 修撰官을 지낸 鄭士龍(1491~1570)이 찬하였고, 嘉靖 6년(1527) 2월에 세운 것으로 기록되어 있다. 묘비의 형태는 허추의 묘비는 방형 臺石에 비문이 새겨진 碑身 및 연잎과 연봉이 조각된 碑首로 구성되어 있는데 반해, 진주강씨의 묘비는 대석이 귀부 형태이며 비수에도 연잎에 쌍학문이 양각되어 있는 등 장엄적 요소를 더하고 있어 이채롭다. 특히 망주석의 경우에도 허추의 망주석이 귀부형 臺石部와 팔각형 柱身部 및 연잎과 圓首로 구성된 상단부로 가구되어 있는데 반해, 진주강씨의 망주석 2기는 대석부가 서로 마주하고 있는 사자를 사실적 형태로 조각되어 있는 등 훨씬 뛰어난 조형미를 보여주고 있다.
그리고 묘 앞에 각각 1단의 석축을 쌓아 가운데에 설치한 상석의 경우 서로 거의 유사한 형태이지만 특이하게도 상석 전면에 조선시대 經床 등의 목가구에서 등장하는 박쥐형 풍혈과 당초문 및 호족형 다리가 조각되어 있으며, 그 중앙에는 香盒을 넣어두기 위한 방형의 홈을 뚫어 놓았다.

## 참고 문헌
- 진주 허추 부부 묘 석물 - 국가유산청 국가유산포털